# Mihály Vörösmarty

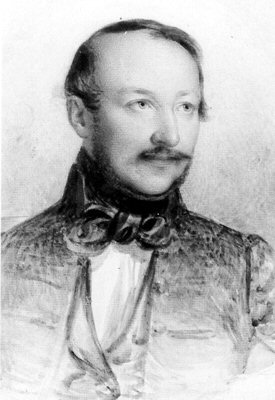
Mihály Vörösmarty

Mihály Vörösmarty (Kápolnásnyék 1 december 1800 – Pest 19 november 1855) was een prominente Hongaars dichter uit de 19e eeuw.
Vörösmarty was lid van een adellijke, rooms-katholieke familie. Hij kreeg zijn opleiding in Székesfehérvár. Na tutor geweest te zijn bij de familie Perczel vervolgde hij zijn academische scholing in Pest. Na 1825 werden zijn werken steeds sterker beïnvloed door zijn aanwakkerende patriottisme en schreef hij een van zijn bekendere werken; Zalán Futása, (Zaláns Vlucht). Tussen 1823 en 1831 schreef Vörösmarty vier drama's en acht kleinere gedichten, waaronder "Cserhalom" (1825), dat hij zelf als zijn beste werk beschouwde en "A Két Szomszédvár" (1831), (De twee buurkastelen) dat tegenwoordig wordt gezien als zijn meesterwerk.
Na 1830 schreef hij nog een aantal werken, waarvan de bekendste zijn:
- "Csongor és Tünde" (Drama, 1830),
- "Vérnász" ("Bloedbruiloft, Drama, 1833),
- "Az elhagyott anya" ("De Verlaten Moeder", 1837),
- "Az uri hölgyhöz" (Aan de Edele Dame, 1841).

In 1836 schreef hij zijn veruit bekendste gedicht. Szózat (Oproep) was een zangdicht gewijd aan het Hongaarse volk, dat de status van een "tweede volkslied" kreeg. In 1854 schreef Vörösmarty zijn laatste gedicht, A Vén Cigány (De Oude Zigeuner). Toen zijn gezondheid achteruit ging verhuisde hij naar Boedapest waar hij op 55-jarige leeftijd overleed. De dag van zijn begrafenis, 21 november 1855, was een dag van nationale rouw. Zijn kinderen werden opgevangen door hun beschermheer; Ferenc Deák. Op het plein dat naar hem vernoemd is staat een monument gemaakt door Ede Kallós.
- Bibsys: 90332615
- Biblioteca Nacional de España: XX1390923
- Bibliothèque nationale de France: cb119286852 (data)
- Catàleg d'autoritats de noms i títols de Catalunya: 981058619976706706
- CiNii: DA13036408
- Gemeinsame Normdatei: 118805606
- International Standard Name Identifier: 0000 0001 0905 2593
- Library of Congress Control Number: n82081854
- MusicBrainz: 1193275e-aac3-4fb7-b9fc-e2921a846e26
- Nationale Bibliotheek van Tsjechië: jn20000701920
- Nationale Bibliotheek van Israël: 987007279380105171
- Nationale Bibliotheek van Polen: a0000001263604
- Nationale en Universitaire bibliotheek Zagreb: 000421140
- Nederlandse Thesaurus van Auteursnamen: 071424040
- Réseau des bibliothèques de Suisse occidentale: 02-A023837221
- LIBRIS: 256875
- SNAC: w6wh3tgd
- Système universitaire de documentation: 027190307
- Virtual International Authority File: 59090454